# Nannophlebia amphicyllis
Nannophlebia amphicyllis – gatunek ważki z rodziny ważkowatych (Libellulidae).